# Берег (Бабаевский район)
Берег (вепс. Rand) — деревня в Бабаевском районе Вологодской области.
Входит в состав Вепсского национального сельского поселения (с 1 января 2006 года по 13 апреля 2009 года входила в Куйское национальное вепсское сельское поселение), с точки зрения административно-территориального деления — в Куйский национальный вепсский сельсовет.
Расположена на правом берегу реки Ивода. Расстояние до районного центра Бабаево по автодороге — 132 км, до центра муниципального образования деревни Тимошино — 42 км. Ближайшие населённые пункты — Аксеново, Киндаево, Никонова Гора, Слобода, Туржино.
По переписи 2002 года население — 6 человек, все — вепсы.